# گوردون هانت
گوردون هانت (انگلیسی: Gordon Hunt; ۲۶ آوریل ۱۹۲۹ – ۱۷ دسامبر ۲۰۱۶) صداپیشه، کارگردان نمایش، فیلم‌نامه‌نویس، کارگردان تلویزیونی، و بازیگر اهل ایالات متحده آمریکا بود.
وی همچنین برندهٔ جوایزی همچون جایزه انجمن کارگردانان آمریکا شده‌است.